# Kostel svatého Františka Serafinského (Kamenice)
Filiální kostel svatého Františka Serafinského v Kamenici se nachází v zámeckém parku severozápadně od zámku Kamenice. Přesné stáří kostela není známo; na základě podoby kněžiště v podobě apsidy je považován za původně románský nebo raně gotický. Kostel prošel řadou úprav, nejzásadnější přestavby, které kostelu vtiskly dnešní podobu, proběhly v druhé polovině 18. století a na konci 19. století. Kostel je od roku 1966 spolu se zámeckým areálem chráněn jako kulturní památka.

## Historie
První písemná zmínka o kostele a kamenické farnosti pochází z roku 1352 z registru papežských desátků v říčanském děkanátu. Prvním písemně doloženým plebánem byl roku 1364 Jiří, po jehož rezignaci byl plebánem Havel z Ledče, který zde působil do roku 1407. Řada dalších plebánů zde sloužila až do husitských bouří, během kterých samostatná kamenická farnost zanikla. Stavební plány z roku 1702 na obnovu fary jsou dodnes uchovány v archivu pražského arcibiskupství. Krátce zde pobýval člen jezuitského řádu Bohuslav Balbín z Vorličné.
Roku 1763 přešlo kamenické panství do majetku Pražského arcibiskupství. Za arcibiskupa Viléma Florentina knížete Salm-Salm roku 1797 byl kostel barokně přestavěn. Během přestavby došlo ke zvýšení a sklenutí stropu v hlavní lodi, rozšíření oken a přistavění sakristie. Slavnostní vysvěcení obnoveného kostela proběhlo 26. září 1797.
Kamenické panství patřilo pražskému arcibiskupství až do roku 1859, kdy pražský arcibiskup Bedřich ze Schwarzenbergu panství směnil s velkoprůmyslníkem baronem Ringhofferem za statek Hodkovice u Břežan. Roku 1898 probíhala poslední přestavba podle návrhu architekta Jiřího Stibrala. Ve stejné době Jiří Stibral upravil pro rodinu Ringhofferů zámek Kamenice, zámek Štiřín a zámek Olešovice a postavil rodinnou hrobku Rinhgofferů. Kostel patřil spolu se zámkem rodině Ringhofferů až do konce druhé světové války, kdy byl jejich majetek zkonfiskován.
První rekonstrukce kostela proběhla v letech 1938–1940, kdy byly znovu odkryty fresky, přemalované během přestavby roku 1898. Druhá rekonstrukce proběhla v letech 2000–2002.
Kostel je přístupný veřejnosti při pořádání bohoslužeb a v rámci Noci kostelů.

## Popis kostela
Původní podoba kostela byla přestavbami zcela změněna, pouze z polokruhového zakončení kněžiště je možné usuzovat, že původní kostel byl postaven v románském nebo raně gotickém stylu. Hlavní loď kostela je klenuta valenou klenbou s výsečemi nad okny. Kněžiště je klenuté křížovou klenbou bez žeber, uprostřed zploštělá. Uprostřed klenby je vymalováno hebrejské jméno Jehova v nebeské záři spolu s hlavami andílků. Klenba lodi je vymalována malbou s motivem Mojžíše na hoře Sinaj. Oltář z 18. století v hlavní lodi kostela je v barokním stylu s prvky empíru. Samotný oltář je v podobě tumby s vydutými boky, uprostřed kartuše s motivem beránka. Na oltáři uprostřed eucharistický svatostánek s motivem kalicha se svatozáří, po stranách voluty s anděly a nad celým oltářem novější obraz svatého Františka Serafinského.
K severnímu boku lodi byla přistavěna mariánská kaple čtvercového půdorysu. Kaple je klenuta plochou klenbou, na níž je vymalován v nebeské záři s andílky mariánský monogram. V kapli se nachází malý barokní oltář s iluzivní malbou. Barokní fresky vznikly okolo roku 1750, jsou dílem belgického malíře G. Doveria, který se podílel na malířské výzdobě kaple zasvěcené Panně Marii na zámku Štiřín. Při východní stěně mariánské kaple se nachází empírový náhrobek arcibiskupa Viléma Florentina, knížete ze Salm-Salm (10. května 1745 – 14. září 1810). Krypta se nachází přímo pod mariánskou kaplí; podle dochovaného monogramu s letopočtem „F.M.I.G.D.S. A. 1753“ a fragmentem rodového erbu byla krypta připravena pro předchozího majitele kamenického a dobřejovického panství barona Jana Kašpara Güntera ze Sterneggu.
Dominantou západního průčelí je hranolová věž, kde se nachází dva zvony. První zvon čtyř evangelistů svatého Matouše, svatého Marka, svatého Lukáše a svatého Jana je z konce 15. století. Druhý zvon vytvořil dvorní pražský zvonař Karel Bellmann v první polovině 19. století. Na zvonu je německý nápis „Gegossen in Prag von Karl Bellmann 1834“. Na severní straně věže je menší válcová schodišťová věž, která vede na dřevěný kůr s funkčními varhanami, které pocházejí z roku 1883 a byly vyrobeny rakouskou firmou Rieger Orgelbau.

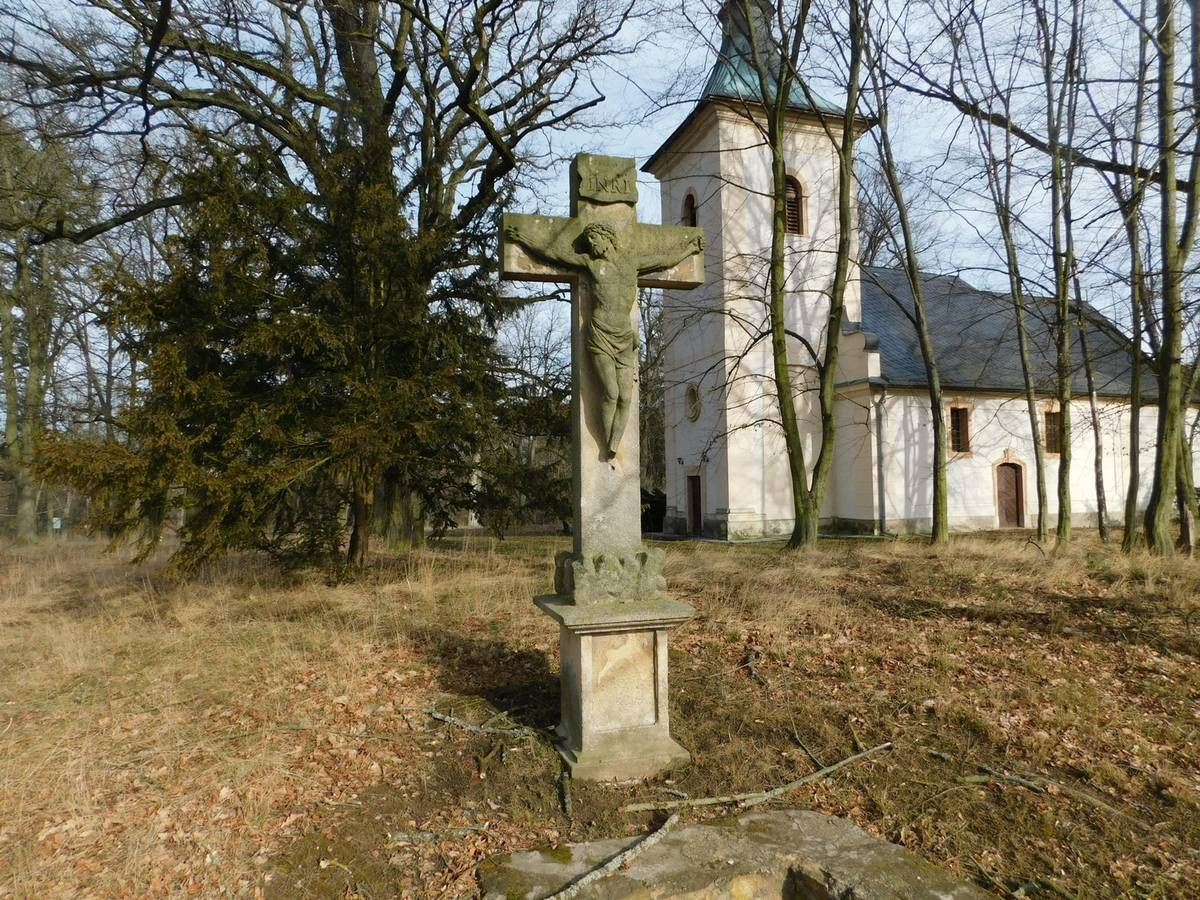
Kříž připomínající zrušený hřbitov u kostela

Okolo kostela se nacházel hřbitov, který byl proměněn v zámecký park. Do dnešních dnů připomíná zrušený hřbitov kamenný kříž s tělem ukřižovaného Ježíše Krista jihozápadně od kostela. Pomník nechal vztyčit arcibiskup Salm v roce 1810. Na podstavci bývala deska s nápisem „Poněvadž na tomto místě ještě kosti v Pánu zemřelých osadníků odpočívají, proto jejich knížecí milost Vilém Florentin Salm-Salm, kníže arcibiskup pražský, tento kříž postaviti dal, aby nábožní křesťané pro upamatování na své předky Otče náš a Zdrávas nábožně se pomodlili L.P. 1810.“ 
Empírový náhrobek byl postaven roku 1827 ve stylu římské edikuly. Štít náhrobku je zdoben reliéfem arcibiskupské insignie (mitra, krucifix, berle). Pod frontonem římsa s vejcovcem. V obdélníkovém poli pod římsou je symbolická postava víry s křížem.